# 片桐有而
片桐 有而（かたぎり ゆうじ、1947年7月11日 - 2025年3月9日）は、日本の日蓮宗の僧侶、政治家。元千葉県鴨川市長（1期）、元天津小湊町長（2期）。日澄寺住職。別名は片桐 日岳。

## 来歴
千葉県安房郡天津町（のち天津小湊町、現・鴨川市）の日澄寺に生まれた。立正大学を卒業後、天津小湊町にある日蓮宗の寺院日澄寺の住職となり、1999年天津小湊町長に当選。2期務める。天津小湊町は2005年に鴨川市と合併し、合併後の鴨川市長執行者となる。2009年の鴨川市長選挙に立候補し、元市議ら2人を破り、当選する。鴨川市長は1期務め、2013年に退任。2019年に旭日双光章を受章した。
2025年3月9日に死去。77歳没。